# Lorena Orduna
Lorena Orduna Pons (Huesca, 4 de agosto de 1976) es una política española. Es alcaldesa de Huesca desde junio de 2023.

## Biografía
Nació en Huesca en 1976. Tras licenciarse en Graduado Social en la Universidad de Zaragoza, y Ciencias Políticas y Sociología en la Universidad Nacional de Educación a Distancia, completó su formación universitaria con los estudios de Dirección de Comercio Internacional en ESIC Universidad  y posee un Master de especialización en la Unión Europea de la Universidad Nacional de Educación a Distancia.
Su vida profesional está vinculada a la banca y después a la empresa privada, en el sector de la construcción donde desempeñó su labor en diferentes puestos de responsabilidad durante veinticinco años. Experta en amianto desde 2012, es una de la voces autorizadas de esta materia en España y sur de Francia, siendo miembro de diferentes foros tanto a nivel nacional, como internacional. 
Ha sido vocal en la Federación de la Construcción de la Provincia de Huesca, vocal del pleno de la Cámara de Comercio, Industria y Servicios de la Provincia de Huesca, socia de Directivas de Aragón y Mentora en la Fundación Youth Business Spain (YBS) entre otros cargos. 
Comenzó afiliándose a Ciudadanos, donde permaneció casi dos años, partido en el que únicamente fue afiliada de base. Se dio de baja de este partido cuando un concejal de Ciudadanos del Ayuntamiento de Huesca votó en blanco (2019) dando la alcaldía a Luis Felipe Serrate (PSOE) frente a la anterior alcaldesa de la capital oscense Ana Alós (PP).   
Está casada y tiene dos hijos: Dario y Néstor. Ella y su familia viven en la localidad oscense de Tierz, a seis kilómetros de Huesca.
Tras las elecciones municipales de 2023, Lorena Orduna accedió a la alcaldía de la capital oscense, gobernando en minoría, tras contar con los doce concejales del Partido Popular. Los otros dos grupos políticos representados en la corporación son PSOE y Vox.
Además de ser la Alcaldesa de Huesca, ostenta otros cargos de responsabilidad, siendo Presidenta del Palacio de Congresos , Vicepresidenta del Parque Tecnológico Walqa, Vicepresidenta del Planetario de Aragón y Presidenta de honor del CDAN (Centro de Arte y naturaleza) de Huesca.
Ha sido nominada en diferentes ocasiones, como una de las mujeres más influyentes de España en la categoría Políticas por diferentes medios de comunicación españoles.